# Gens Digitia
La gens Digitia fue una familia plebeya de Roma. Los primeros miembros de esta gens son mencionados durante la segunda guerra púnica.

## Origen
El primero de los Digitii fue un aliado itálico de Roma, quien recibió la ciudadanía romana en reconocimiento a su gran heroicidad durante la toma de Carthago Nova en 209 a. C.